# Jim Geoghan
Jim Geoghan est un producteur et scénariste américain.
Il est surtout connu pour être le co-créateur et le producteur exécutif de la série La Vie de palace de Zack et Cody, pour laquelle il a été nommé deux fois aux Primetime Emmy Awards dans la catégorie « Meilleur programme pour enfants », en 2007 et 2008.

## Biographie
Jim Geoghan a étudié à l'Institut de technologie de New York, où il obtient un Bachelor of Fine Arts en 1969. Il fait ensuite du stand-up, notamment en rejoignant le trio « Divided We Stand » en 1973,.
Il a participé, en tant que producteur et scénariste, à de nombreuses séries télévisées célèbres, telles que Ricky ou la Belle Vie, Amen, Drôle de vie ou encore La Vie de famille. Son expérience dans les programmes familiaux lui permet de travailler avec Disney Channel,  pour laquelle il produit La Vie de palace de Zack et Cody. Cette série obtient un grand succès, et Jim Geoghan est nommé deux fois aux Primetime Emmy Awards dans la catégorie « Meilleur programme pour enfants », en 2007 et 2008.
Jim Geoghan écrit aussi des pièces de théâtre, notamment Only Kidding qui a connu 500 représentations à Broadway. Saluée par la critique, cette pièce a été nommée pour deux Drama Desk Awards,.

### Vie privée
Jim Geoghan vit à Los Angeles (Californie) avec son épouse, l'actrice Annie Gagen, et leur fille, Genevieve.